# 吉松欣史
吉松 欣史（よしまつ よしふみ、1967年6月1日 - ）は、日本のフリーアナウンサー。元NHKエグゼクティブアナウンサー。苗字の「吉」は正確には「𠮷」（上の「士」が「土」）。

## 人物
愛知県豊明市生まれ、神奈川県横須賀市育ち。神奈川県立横須賀高等学校を経て、東京経済大学経済学部を卒業後、1991年に入局。
入局以来地域報道のほか、高校野球や、サッカーを中心としたスポーツ実況を主に担当していた。
2023年3月31日付でNHK退局。退局後はフリーアナウンサーとしてVoicyでの音声配信を中心に活動している。

## 現在の担当番組
- BS松竹東急フットボールシアター - 実況

## 過去の担当番組
京都放送局時代
- 京都府のニュース・中継・リポート
- OKジョッキー

鳥取放送局時代
- 鳥取県のニュース・中継・リポート
- イブニングネットワークとっとり
- とっとり情報スタジオ610

広島放送局時代
- 広島県・中国地方のニュース・中継・リポート
- お好みワイドひろしま（スポーツコーナー）

仙台放送局時代
- 宮城県・東北地方のニュース・中継・リポート
- てれまさむね（スポーツコーナー）

松山放送局時代
- 愛媛県・四国地方のニュース・中継・リポート
- 週刊ほりのうち5

G-Media出向時代
- 2010 FIFAワールドカップ - 総合テレビのスタジオキャスター（深夜帯）とラジオ第1放送（スピンオフ放送）の実況を担当。
- AFCアジアカップ2011 - 現地実況・リポートを担当。
- ロンドンオリンピック - BS1のスタジオキャスター（午前～昼の時間帯）とサッカーの実況（ただし、ジャパンコンソーシアムとしての派遣を受けていないため東京のスタジオで国際映像を見ながら実況するスピンオフ放送）を担当。
- NHKプロ野球
- 選抜高等学校野球
- 東日本大震災関連報道（最初は安否情報を担当。その後、ローカルニュースの支援要員としてかつて勤務していた仙台局へ派遣）

広島放送局時代（2度目）
- 広島県・中国地方のニュース
- お好みワイドひろしま（お好みスポーツ・小松宏司のキャスター代行）
- ひるまえ直送便（内藤雄介と隔週で担当）
- 2015年9月の平成27年9月関東・東北豪雨では、水戸放送局に応援で派遣され、災害情報を中心にローカルニュースを担当した。

北九州放送局時代
- ニュースブリッジ北九州（キャスター・2017年4月3日 - 2019年3月）
- ニュース845北九州（不定期）
- きたきゅうたいむ（編集責任・2017年4月 - 2018年3月）
- ヨッシーの角打ち放浪記
- 各種スポーツ中継
- アナウンス統括

ラジオセンター時代
- ひるのいこい（2019年4月 - 2023年3月）
- マイあさ! （スポーツキャスター：2019年4月 - 2023年3月）